# Mahallat Abu Ali
Mahallat Abu Ali – miejscowość w Egipcie, w muhafazie Kafr asz-Szajch. W 2006 roku liczyła 11 397 mieszkańców.